# いきるゆうき
いきるゆうきは、かつてプロダクション人力舎で活動していたお笑いコンビ。2016年1月29日解散。

## メンバー
- 石倉 竜馬（いしくら りょうま、1982年7月14日（42歳） - ）
  - ボケ担当。漫才の場合、立ち位置は左側。
  - 神奈川県出身。
  - 身長176cm。血液型A型。
  - スクールJCA14期生。
  - 特技はマラソン。趣味は読書。
  - コンビ解散後は、ピン芸人「あと1年」として活動し、現在は引退している。

- 小野 大樹（おの だいき、1987年7月27日（37歳） - ）
  - ツッコミ担当。漫才の場合、立ち位置は右側。
  - 神奈川県出身。
  - 身長175cm。血液型O型。
  - スクールJCA15期生。
  - 特技は球技、遊☆戯☆王オフィシャルカードゲーム。趣味はバスケットボール観戦。
  - コンビ解散後は、武田裕司（元ザンゼンジ）とコンビ「キズナ」を結成。

## 略歴・芸風
スクールJCA14期（2005年入学）の石倉と15期（2006年入学）の小野でコンビ「イシクラノオノ」を結成。2007年よりJCAプロモーションへ昇格し、2008年よりプロダクション人力舎に正式所属。ネタは主にコントを行う。
2015年2月6日、「いきるゆうき」に改名。2007年に出演した『内村さまぁ～ず』（ミランカ）のコーナー「今日だけ改名大喜利」という企画で、三村マサカズ（さまぁ～ず）が出した回答から拝借。
2016年1月29日、プロダクション人力舎ホームページにて解散を発表。

## 賞レース戦績
- 2008年 キングオブコント 1回戦敗退
- 2009年 キングオブコント 1回戦敗退
- 2010年 M-1グランプリ 2回戦進出
- 2010年 キングオブコント 3回戦進出
- 2013年 キングオブコント 準決勝進出

## 出演

### テレビ
- エンタの天使（2009年9月30日、日本テレビ）- キャッチコピーは「慄く反抗意識」
- 関根＆優香の笑うお正月2010（2010年1月2日、テレビ朝日）
- ハンチョウ〜神南署安積班〜シリーズ4〜 正義の代償〜 第4話（2011年5月2日、TBSテレビ）- 鶴田幸樹 役（小野のみ）
- 情報満喫バラエティ 週末にしたい10のこと!（2011年10月22日・12月3日、日本テレビ）

### ネット配信
- 内村さまぁ～ず（2007年9月、ミランカ）- 『若手との壁崩壊記念日』

### ラジオ
- IT'sきたかん（2010年4月18日～、栃木放送・茨城放送）

### ポッドキャスト
- ジンリキポッドキャスト（人力舎の若手芸人によるポッドキャスト）【iTunesで聴く】【ブラウザで聴く】

### ライブ
- 人力舎ライブ「Spark」
- バカ爆走!（毎月1日から6日 ミニホール新宿Fu-）
- BOMB!!
- 若武者
他

#### 単独ライブ
- 2010年
  - 6月12日-13日 - 単独ライブ『パンチドランカー』（劇場バイタス）